# Victor Alter
Victor Alter (també Wiktor Alter; 7 de febrer de 1890 - 17 de febrer de 1943) va ser un activista socialista jueu-polonés i publicista del Bund, així com membre del comité executiu de la Segona Internacional.

## Vida
Alter va estudiar a Bèlgica, a la Universitat de Gant on es va llicenciar en enginyeria mecànica el 1912. Després va tornar a Varsòvia. L'abril de 1913 va ser arrestat per les autoritats tsaristes pel seu activisme pel Bund i va ser exiliat a Sibèria. Va aconseguir escapar i va fer el seu camí cap a Gran Bretanya, on es va unir al Partit Laborista. Durant la Primera Guerra Mundial va participar en la campanya d'objectors de consciència i es va negar al servei militar. Després de la revolució de febrer es va traslladar a Rússia. El desembre de 1917 esdevingué membre del Comité Central del Bund.
A partir de 1918 va residir a la Polònia recentment independent. Va ser un dels líders del Bund polonés en el període d'entreguerres, associat a l'ala esquerra de l'organització. Era partidari d'una cooperació més estreta amb el Partit Socialista Polonés, i es va oposar a la Komintern i al Partit Comunista. També va ser membre de l'Ajuntament de Varsòvia.
El setembre del 1939, després de la invasió alemanya de Polònia, i la posterior invasió soviètica de Polònia, es va trobar a la zona ocupada soviètica. El 29 de setembre va ser detingut per l'NKVD. El juliol de 1941 va ser condemnat a mort per les autoritats soviètiques, encara que posteriorment la pena va ser commutada per deu anys al Gulag. Després de la invasió nazi de la Unió Soviètica i de la signatura de l'Acord Sikorski-Mayski entre el govern polonés a l'exili i la Unió Soviètica, va ser alliberat del gulag.

## Execució
Va començar a organitzar el Comité Internacional Jueu Antifeixista. Va establir contactes amb Stanisław Kot, l'ambaixador polonés a Moscou, i va demanar als jueus polonesos a la Unió Soviètica que s'incorporaren a l'exèrcit polonés d'Anders. L'octubre de 1941, Alter, juntament amb Henrik Erlich, van ser invitats per les autoritats soviètiques a un hotel de Kuibishev (Samar). Durant converses privades, que van ser gravades i informades a Joseph Stalin, els dos van discutir els rumors sobre l'assassinat d'oficials polonesos, inclosos molts jueus polonesos, a Katyn. El 4 de desembre de 1941, va ser de nou arrestat per l'NKVD, juntament amb Erlich, i assassinat, encara que es desconeixen els detalls precisos de la seua mort. Segons alguns informes, va ser condemnat a mort el 23 de desembre de 1941 i immediatament executat. Altres fonts afirmen que la seva execució no tingué lloc fins al febrer de 1943. La condemna a mort va ser signada per Viatcheslav Molotov en una nota a Lavrentiy Beria, afirmant que Stalin havia aprovat personalment l'ordre.
El 1943, les autoritats soviètiques van emetre un comunicat que anunciava que Victor Alter havia estat executat per "espiar per a Hitler". L'execució, per ordre de Stalin, va provocar un clam internacional.

## Rehabilitació

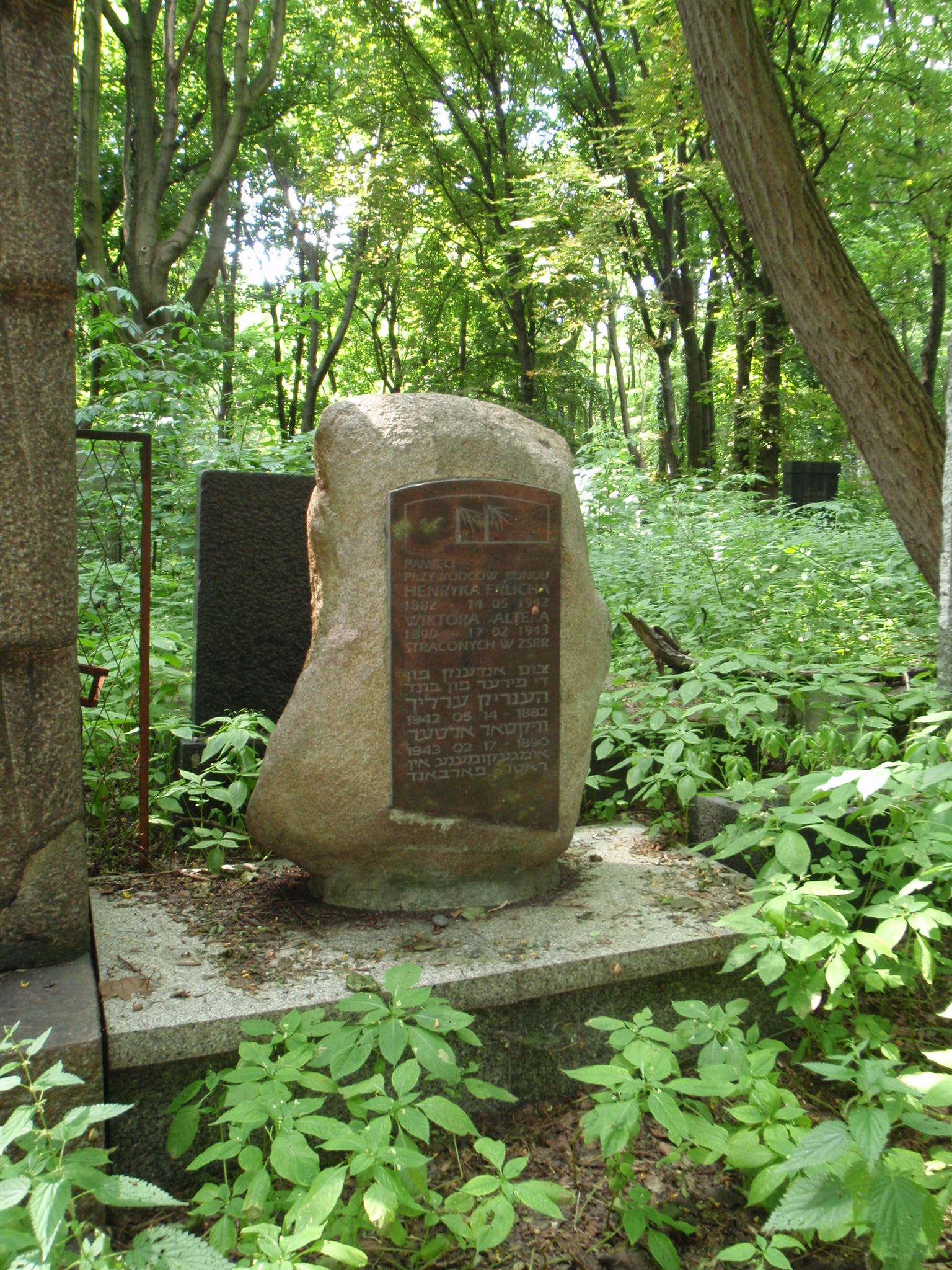
Cenotafi de Wiktor Alter i Henryk Ehrlich a Varsòvia, Polònia

El 8 de febrer de 1991, Victor Erlich, el fill d'Henryk Erlich, va ser informat que, segons un decret aprovat pel president rus Boris Eltsin, Victor Alter, juntament amb Erlich, havien estat rehabilitats i les repressions contra ells havien estat declarades il·legals.
Tot i que es desconeix el lloc exacte on va ser enterrat, el 17 d'abril de 1988 es va erigir un monument simbòlic al cementiri jueu del carrer Okopowa de Varsòvia. La inscripció diu "Líders del Bund, Henryk Erlich, b. 1882, i Wiktor Alter, b. 1890. executat a la Unió Soviètica". L'establiment del monument (així com la publicació de la història completa d'Alter i Erlich) va ser impedit govern comunista de Polònia i només va ser possible gràcies als esforços de Marek Edelman (participant supervivent de l'aixecament del gueto de Varsòvia i un bundista) i membres de la Unió de Solidaritat Polonesa. L'acte de commemoració va comptar amb més de tres mil persones.